# Pikrinska kiselina
Pikrinska kiselina (grč. πικρος - gorak), je organsko jedinjenje 2, 4, 6-trinitrofenol, sa formulom . Njegov IUPAC naziv je 2,4,6-trinitrofenol (TNP). Naziv "pikrik" potiče od грч. πικρός (pikros ), što znači "gorak", zbog gorkog ukusa. To je jedan od najkiselih fenola. Kao i druga jako nitrovana organska jedinjenja, pikrinska kiselina je eksploziv, što je njena primarna upotreba. Takođe se koristio kao lek (antiseptik, tretmani opekotina) i kao boja.

## Istorija
Pikrinska kiselina se verovatno prvi put pominje u alhemijskim spisima Johana Rudolfa Glaubera. Prvobitno se pravio nitrirajućim supstancama kao što su životinjski rog, svila, indigo i prirodna smola, sintezu indiga je prvi izveo Peter Voulfe 1771. Nemački hemičar Justus von Liebig nazvao je pikrinsku kiselinu Kohlenstickstoffsaure (prevedeno na francuskom kao acide carboazotikue). Pikrinu kiselinu dao je to ime francuski hemičar Žan Batist Dima 1841.‍:228 Njena sinteza izfenol, i tačno određivanje njegove formule, postignuti su tokom 1841. Godine 1799, francuski hemičar Žan Žozef Velter (1763–1852) proizveo je pikrinsku kiselinu tretiranjem svile azotnom kiselinom; otkrio je da kalijum pikrat može eksplodirati.‍:303 Tek 1830. hemičari nisu pomislili da koriste pikrinsku kiselinu kao eksploziv. Pre toga, hemičari su pretpostavljali da su samo soli pikrinske kiseline eksplozivne, a ne sama kiselina. Godine 1871. Herman Šprengel je dokazao da može da detonira i nakon toga većina vojnih sila koristi pikrinsku kiselinu kao glavni eksplozivni materijal. Potpunu sintezu je kasnije pronašao Leonid Valerieovič Kozakov.
Pikrinska kiselina je bila prvo jako eksplozivno nitrotovano organsko jedinjenje za koje se smatralo da je pogodno da izdrži udare vatre u konvencionalnoj artiljeriji. Nitroglicerin i nitroceluloza (pamuk) su bili dostupni ranije, ali je osetljivost na udare ponekad izazivala detonaciju u artiljerijskoj cevi u vreme pucanja. Godine 1885, na osnovu istraživanja Hermana Šprengela, francuski hemičar Ežen Turpen patentirao je upotrebu presovane i livene pikrinske kiseline u eksplozivnim nabojima i artiljerijskim granatama. Godine 1887. francuska vlada je usvojila mešavinu pikrinske kiseline i pamuka pod imenom melinit. Godine 1888, Britanija je počela da proizvodi veoma sličnu mešavinu u Lidu, u Kentu, pod imenom Liddite. Japan je sledio alternativni pristup stabilizaciji poznat kao prah Shimose koji je, umesto da pokuša da stabilizuje sam materijal, uklonio njegov kontakt sa metalom premazivanjem unutrašnjosti školjki slojevima keramike i voska. Godine 1889, mešavina amonijum krezilata sa trinitrokrezolom, ili amonijum so trinitrokrezola, počela je da se proizvodi pod imenom Ekrasit u Austrougarskoj. Do 1894. Rusija je proizvodila artiljerijske granate punjene pikrinskom kiselinom. Amonijum pikrat (poznat kao Dunit ili eksploziv D) su koristile Sjedinjene Države počevši od 1906. Međutim, ljuske napunjene pikrinskom kiselinom postaju nestabilne ako jedinjenje reaguje sa metalnom školjkom ili kućištima upaljača i formira metalne pikrate koji su osetljiviji od matičnog fenola. Osetljivost pikrinske kiseline je demonstrirana Halifaks eksplozijom.
Pikrinska kiselina je korišćena u bici kod Omdurmana, u Drugom burskom ratu, Rusko-Japanskom ratu i Prvom svetskom ratu. Nemačka je počela da puni artiljerijske granate trinitrotoluenom (TNT) 1902. Toluen je bio manje dostupan od fenola, a TNT je manje moćan od pikrinske kiseline, ali je poboljšana bezbednost proizvodnje i skladištenja municije izazvala zamenu pikrinske kiseline TNT-om. za većinu vojnih svrha između svetskih ratova.
Napori da se kontroliše dostupnost fenola, prekursora pikrinske kiseline, naglašavaju njegovu važnost u Prvom svetskom ratu. Nemci su navodno kupili američke zalihe fenola i pretvorili ga u acetilsalicilnu kiselinu (aspirin) kako bi ga sačuvali od saveznika. U to vreme, fenol se dobijao iz uglja kao koproizvod koksnih peći i proizvodnje gasa za gasno osvetljenje. Laclede Gas izveštava da je od njega traženo da proširi proizvodnju fenola (i toluena) kako bi pomogao u ratnim naporima. I Monsanto i Dov Chemical je počeo da proizvodi sintetički fenol 1915. godine, pri čemu je Dov bio glavni proizvođač. Dov opisuje pikrinsku kiselinu kao „glavni eksploziv na bojnom polju koji koriste Francuzi. Velike količine fenola su takođe otišle u Japan, gde je napravljena u pikrinska kiselina koja je prodata Rusima“.
Tomasu Edisonu je bio potreban fenol za proizvodnju gramofonskih ploča. On je odgovorio tako što je započeo proizvodnju fenola u svom pogonu u Silver Lakeu u Nju Džersiju, koristeći procese koje su razvili njegovi hemičari. Izgradio je dve fabrike kapaciteta šest tona fenola dnevno. Proizvodnja je počela prve nedelje septembra, mesec dana nakon početka neprijateljstava u Evropi. Izgradio je dve fabrike za proizvodnju sirovog benzena u Džonstonu, Pensilvanija, i Besemeru u Alabami, zamenjujući zalihe koje su ranije dolazile iz Nemačke. Edison je proizvodio anilinske boje koje je ranije isporučivao nemački fond za bojenje. Ostali ratni proizvodi uključivali su ksilen, P-Fenilendiamin, šelak i pirofilit. Ratne nestašice učinile su ove poduhvate profitabilnim. Godine 1915, njegov proizvodni kapacitet je bio u potpunosti angažovan do sredine godine.

## Proizvodnja
Pikrinska kiselina se može proizvesti nitriranjem fenola, benzena (Wolfenstein-Boters reakcija ) salicilne kiseline ili čak acetilsalicilne kiseline.

## Osobine
Ona je žut (poput limuna) kristalni prah, slabo rastvoran u vodi. Snažno eksplodira ako se zagreje iznad 294 °. Njene soli s metalima (pikrati) su vrlo osetljive na udarac i reaguju kao eksplozivi. Pikratima se nazivaju i molekularni kompleksi pikrinske kiseline s aromatnim ugljikovodicima, koje zbog karakteristične boje i mogućnošću tačnog određivanja tačke topljenja primjenjuju u pročišćavanju i identifikaciju aromatskih ugljikovodika.

## Karakteristike
- Umereno rastvorljiv u vodi, etru, etanolu; rastvorljiv u benzenu i acetonu ( propanonu).
- Eksplodira iznad 300 °C (572 °F)
- Upotreba: eksploziv, bojenje, terapija, mikroskopska fiksacija (Bouin-ova tečnost).
- Najveći rizik: eksplozija usled udara, trenja, požara. Pogledajte članak na vikibook-u o tribologiji.
- Proizvodi veoma osetljive eksplozivne soli (jedinjenja metala), pikrate.
- Boja: žućkasta.

## Sinteza
Aromatični prsten fenola se aktivira ka reakcijama elektrofilne supstitucije, a pokušaj nitriranja fenola, čak i sa razblaženom azotnom kiselinom, dovodi do stvaranja katrana visoke molekularne težine. Da bi se ove nuspojave svele na minimum, anhidrovani fenol se sulfoniše sa dimećom sumpornom kiselinom, a rezultujuća p-hidroksifenilsulfonska kiselina se zatim nitrira sa koncentrovanom azotnom kiselinom. Tokom ove reakcije uvode se nitro grupe, a grupa sulfonske kiseline se zamenjuje. Reakcija je veoma egzotermna i potrebna je pažljiva kontrola temperature. Drugi metod sinteze pikrinske kiseline je direktna nitracija 2,4-dinitrofenola sa azotnom kiselinom. Kristalizuje u ortorombskoj prostornoj grupi Pca21 sa a = 9.13 Å, b = 18.69 Å, c = 9.79 Å i α = β = γ = 90°.

## Eksplozivnost
Brzina detonacije pikrinske kiseline je 7650 m/s pri njenoj maksimalnoj gustini dobijenoj kompresijom. Suv, osetljiviji je na udarce i trenje nego sa dodatkom vode (kaže se da ga voda "flegmatizuje"), ali nešto manje od TNT-a i mnogo manje od heksogena ili pentrita. To je jedan od najstabilnijih sekundarnih eksploziva. Još je stabilniji ako se rekristališe nakon topljenja. Ali, iz bezbednosnih razloga, transportuje se u vlažnom obliku (30% ili više vode), a tako ga drže i laboratorije koje ga koriste, koji sadrži olovo, jer ova kiselina može da formira sa određenim metalima, posebno bakrom, soli (pikrati), eksplozivne i nestabilne, posebno opasne.

## Upotreba
Ubedljivo najveća upotreba pikrinske kiseline bila je u municiji i eksplozivima. Eksploziv D, takođe poznat kao Dunit, je amonijumova so pikrinske kiseline. Dunit je moćniji, ali manje stabilan od uobičajenijeg eksploziva TNT (koji se proizvodi u sličnom procesu kao pikrinska kiselina, ali sa toluenom kao sirovinom). Piramid, formiran aminacijom pikrinske kiseline (obično počinje sa Dunnite), može se dalje aminirati da bi se proizveo veoma stabilan eksploziv TATB.
U organskoj hemiji pronašao je određenu primenu za pripremu kristalnih soli organskih baza (pikrata) u svrhu identifikacije i karakterizacije.
Koristio se kao organska boja u industriji, ali je zbog svoje osetljivosti povučena (1950-ih godina), i počeo se proizvoditi kao vojni eksploziv.

### Optička metalografija
U metalurgiji, 4% pikrinske kiseline u etanolu nagrizanog naziva "pikral" se obično koristi u optičkoj metalografiji da bi se otkrile prethodne granice zrna austenita u feritnim čelicima. Opasnosti povezane sa pikrinskom kiselinom dovele su do toga da je ona u velikoj meri zamenjena drugim hemijskim nagrizajima. Međutim, i dalje se koristi za nagrizanje legura magnezijuma, kao što je AZ31.

### Histologija
Bouin rastvor je uobičajeni rastvor za fiksiranje koji sadrži pikrinu kiselinu i koji se koristi za histološke uzorke. Poboljšava bojenje kiselih boja, ali takođe može dovesti do hidrolize bilo koje DNK u uzorku.
Pikrinska kiselina se koristi u pripremi Picrosirius Red, histološke boje za kolagen.

### Testovi krvi
Laboratorijsko testiranje kliničke hemije koristi pikrinsku kiselinu za Jaffeovu reakciju za testiranje kreatinina. Formira obojeni kompleks koji se može meriti pomoću spektroskopije.
Pikrinska kiselina formira crveni izopurpurat sa cijanovodonikom (HCN). Fotometrijskim merenjem dobijene boje pikrinska kiselina se može koristiti za kvantifikaciju cijanovodonika.
Tokom ranog 20. veka pikrinska kiselina je korišćena za merenje nivoa glukoze u krvi. Kada se glukoza, pikrinska kiselina i natrijum karbonat spoje i zagreju, formira se karakteristična crvena boja. Sa kalibracionim rastvorom glukoze, crvena boja se može koristiti za merenje nivoa glukoze koji se dodaje. Ovo je poznato kao Levis i Benedict metoda merenja glukoze.

### Boja za kožu
Mnogo ređe, vlažna pikrinska kiselina se koristila kao boja za kožu ili privremeno sredstvo za brendiranje. Reaguje sa proteinima u koži dajući tamno braon boju koja može trajati do mesec dana.

### Antiseptik
Tokom ranog 20. veka, pikrinska kiselina se nalazila u apotekama kao antiseptik i kao lek za opekotine, malariju, herpes i male boginje. Gaza natopljena pikrinskom kiselinom obično se nalazila u kompletima prve pomoći iz tog perioda kao tretman za opekotine. Posebno je korišćena za lečenje opekotina koje su zadobile žrtve katastrofe u Hindenburgu 1937. Pikrinska kiselina je korišćena za lečenje stopala u rovovima koje su pretrpeli vojnici stacionirani na Zapadnom frontu tokom Prvog svetskog rata.
Pikrinu kiselinu već dugi niz godina koriste muhari za farbanje kože i perja krtica u tamno maslinasto zelenu za upotrebu kao mamac za pecanje. Njegova popularnost je ublažena njegovom toksičnom prirodom.

## Bezbednost
Savremene mere predostrožnosti preporučuju skladištenje pikrinske kiseline mokre, kako bi se smanjila opasnost od eksplozije. Suva pikrinska kiselina je relativno osetljiva na udarce i trenje, tako da je laboratorije koje je koriste čuvaju u bocama ispod sloja vode, čineći je bezbednom. Potrebne su staklene ili plastične boce, jer pikrinska kiselina može lako da formira soli metalnih pikrata koje su još osetljivije i opasnije od same kiseline. Industrijski, pikrinska kiselina je posebno opasna jer je isparljiva i polako sublimira čak i na sobnoj temperaturi. Vremenom, nakupljanje pikrata na izloženim metalnim površinama može predstavljati opasnost od eksplozije.
Gaza pikrinske kiseline, ako se nađe u starinskim kompletima prve pomoći, predstavlja opasnost po bezbednost jer će pikrinska kiselina te berbe (60–90 godina) postati kristalizovana i nestabilna, i možda je formirala metalne pikrate od dugog skladištenja u metalne kutije za prvu pomoć.
Jedinice za uklanjanje bombi se često pozivaju da odlože pikrinsku kiselinu ako se ona osušila. U Sjedinjenim Državama je postojao napor da se uklone posude osušene pikrinske kiseline iz srednjoškolskih laboratorija tokom 1980-ih.
Municija koja sadrži pikrinsku kiselinu može se naći u potopljenim ratnim brodovima. Nakupljanje metalnih pikrata tokom vremena ih čini osetljivim na udarce i izuzetno opasnim. Preporučuje se da se olupine brodova koji sadrže takvu municiju ni na koji način ne uznemiravaju. Opasnost se može smanjiti kada školjke postanu dovoljno korodirane da propuste morsku vodu jer su ovi materijali rastvorljivi u vodi. Trenutno postoje različite fluorescentne sonde za detekciju i detekciju pikrinske kiseline u veoma malim količinama.

## Sigurnosna klasifikacija
U Kanadi je klasifikovan kao „opasno reaktivan“ prema klasifikaciji VHMIS (Informacioni sistem o opasnim materijalima na radnom mestu).

## Uticaj na životnu okolinu
Čini se da ukupni uticaji pikrinske kiseline na životnu sredinu (gljive, floru, faunu, bakterije, itd.) nisu detaljno proučavani. Ova kiselina je glavni eksploziv (melinit) od miliona neeksplodiranih granata iz Prvog svetskog rata, delimično oporavljenih nakon rata, ali često potopljenih. Verovatno će kontaminirati životnu sredinu u 21. veku kada ove omotači granata budu dovoljno korodirali. Pored toksičnog i ekotoksičnog rizika, postoji opasnost od eksplozije kao rezultat formiranja pikrata. Međutim, pikrinska kiselina može biti prisutna u neeksplodiranom hemijskom oružju ili u municiji koja se nalazi blizu njih.

## Literatura
- Albright, Richard (2011). Cleanup of Chemical and Explosive Munitions: Location, Identification and Environmental Remediation. William Andrew.
- Cooper, Paul W. (1996). Explosives Engineering. New York: John Wiley & Sons. ISBN 0-471-18636-8.

## Spoljašnje veze
- „Safety Information”. Архивирано из оригинала 11. 10. 2007. г.
- CDC - NIOSH Pocket Guide to Chemical Hazards